# Mistrovství světa CONIFA 2024
Mistrovství světa CONIFA 2024 by byl fotbalový turnaj v Kurdistánu, území v Iráku. Turnaje se mělo účastnit 16 týmů, ško by o 4. ročník turnaje.
Dne 30. dubna 2024 CONIFA oznámila, že turnaj bude odložen na léto 2025 poté, co obavy z bezpečnosti způsobily, že do regionu nepřijedou pozvané týmy. 9. září 2024 CONIFA oznámila, že ruší pořadatelství Kurdistánu a jako případný hostitel byl vybrán brazilský stát São Paulo. 18. prosince bylo oznámeno, že São Paulo není způsobilé turnaj pořádat.

## Výběr pořadatele
9. května 2023 byl po předchozí návstěvě vybrán za pořadatele Kurdistán. Šlo by první ročník turnaje od ročníku 2018.

## Stadiony
| Stadion                 | Město      | Kapacita | Obrázek |
| ----------------------- | ---------- | -------- | ------- |
| Stadion Duhok           | Dahúk      | 22 800   |         |
| Stadion Franso Haririho | Irbíl      | 25 000   |         |
| Stadion Sulaymaniyah    | Sulejmánie | 15 000   |         |

## Účastníci
Turnaje se mělo zúčastnit 17 týmů: 
Z turnaje odstoupil Havaj.
| Země                      |
| ------------------------- |
| Kárpátalja                |
| Kurdistán                 |
| Raetie                    |
| Sikulsko                  |
| Cornwall                  |
| Tamilský Ílám             |
| Tibet                     |
| Liga de Balompié Mexicano |
| Kabylie                   |
| Abcházie                  |
| Paňdžáb                   |
| Kašmír                    |
| Království obojí Sicílie  |
| Jižní Osetie              |
| Ticino                    |
| São Paulo FAD             |
| Maule                     |